# ダイモス (貨物輸送艦)
ダイモス (USS Deimos, AK-78) は第二次世界大戦時のアメリカ海軍のクレーター級貨物輸送艦の1隻。艦名は火星の衛星ダイモスにちなむ。

## 艦歴
1942年11月27日起工。同年12月28日進水。1943年1月23日就役。
1943年1月27日、エスピリトゥサント島とオーストラリアのクリーブランド湾向けの貨物を積んで向けてサンフランシスコを出航した。5月23日にニューカレドニアのヌメアに到着した。そこでガダルカナル島へ運ぶ積荷を積み、6月にそれを届けた。6月23日、帰投途中のダイモスは日本の潜水艦呂103の雷撃を受けた。ダイモスは放棄され、駆逐艦オバノン (USS O’Bannon, DD-450) によって沈められた。また、ダイモスと船団を組んでいた貨物輸送艦アルドラ (USS Aludra, AK-72) も呂103によって沈められている。
- “SS Chief Ouray”. 2017年12月15日閲覧。